# Miri Ben-Ari

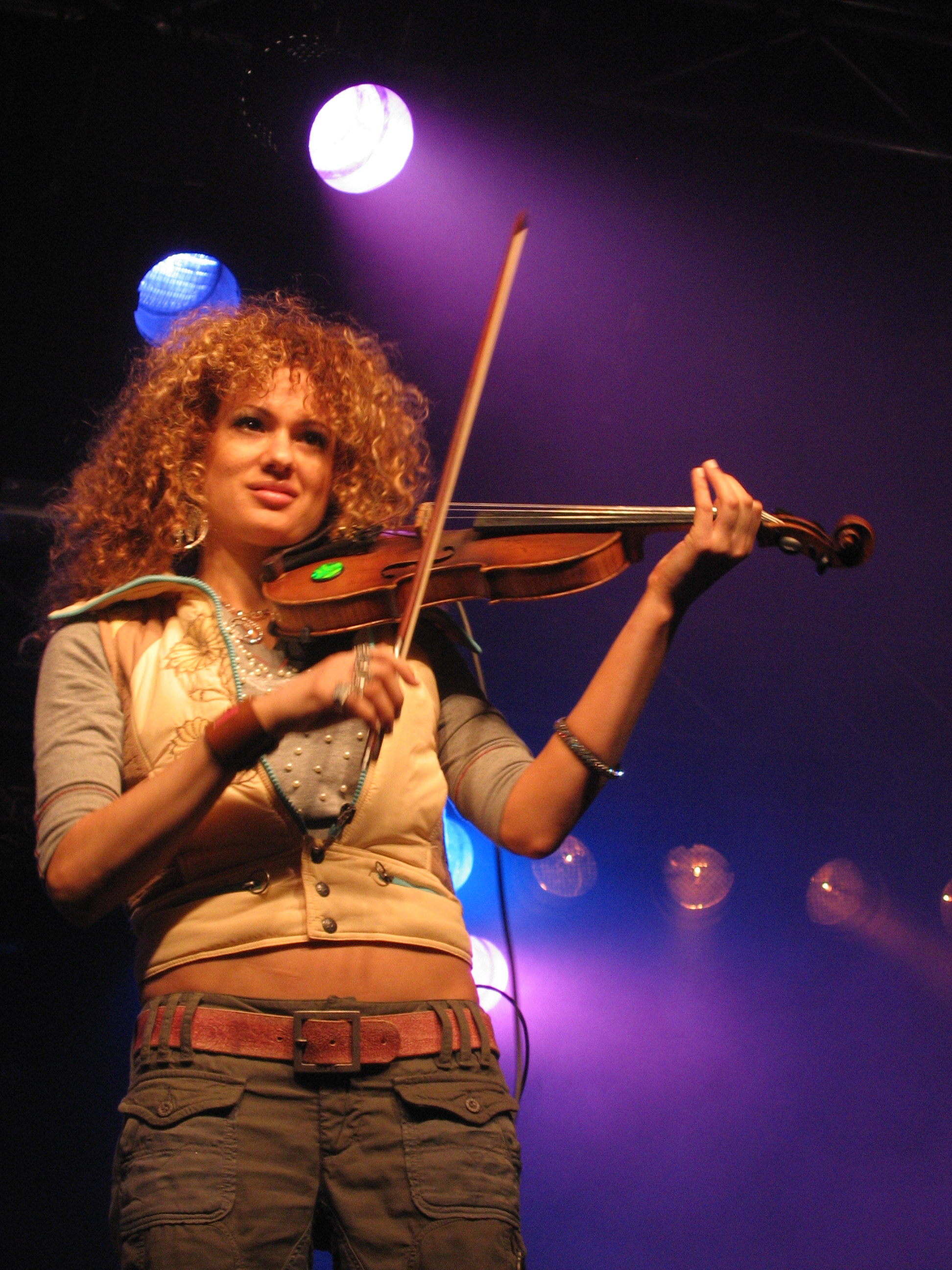
Miri Ben-Ari.

Miri Ben-Ari (Ramat Gan, 4 de diciembre de 1978) es una violinista israelí conocida por trabajar especialmente para el mundo del rap. Fue descubierta por el antiguo miembro de The Fugees, Wyclef Jean. Algunas de sus colaboraciones más famosas son "Overnight Celebrity" de Twista o "Jesus Walks" y "The New Workout Plan" de Kanye West. El 20 de septiembre de 2005, Miri publicó su primer álbum, The Hip-Hop Violinist, cuyo primer sencillo fue "Sunshine To The Rain" junto con Scarface y Anthony Hamilton. 

## Discografía

### Álbumes
- 2005: The Hip-Hop Violinist

### Singles
- 2005: "Sunshine To The Rain"
- 2005: "We Gonna Win" (feat. Styles P)

### Colaboraciones
- Twista - Overnight Celebrity (Kamikaze) 2004
- Kanye West - We Don't Care (The College Dropout) 2004
- Kanye West - Graduation Day (The College Dropout) 2004
- Kanye West - Jesus Walks (The College Dropout) 2004
- Kanye West - The New Workout Plan (The College Dropout) 2004
- Kanye West - Breathe In Breathe Out (The College Dropout) 2004
- Kanye West - Two Words (The College Dropout) 2004
- Brandy - Talk About Our Love (Afrodisiac) 2004
- John Legend - Live It Up (Get Lifted) 2004
- Subliminal - Klassit v'Parsi ("Bediuk Kshe'Chashavtem She'Hakol Nigmar" ("Just When You Thought It Was All Over") 2006
- Don Omar - Intro - Predica, ("King Of Kings") 2006
- Aventura - José (Sold Out At Madison Square Garden) 2008
- Armin van Buuren-Intense,(Intense), 2013